# Кулаков, Георгий Максимович

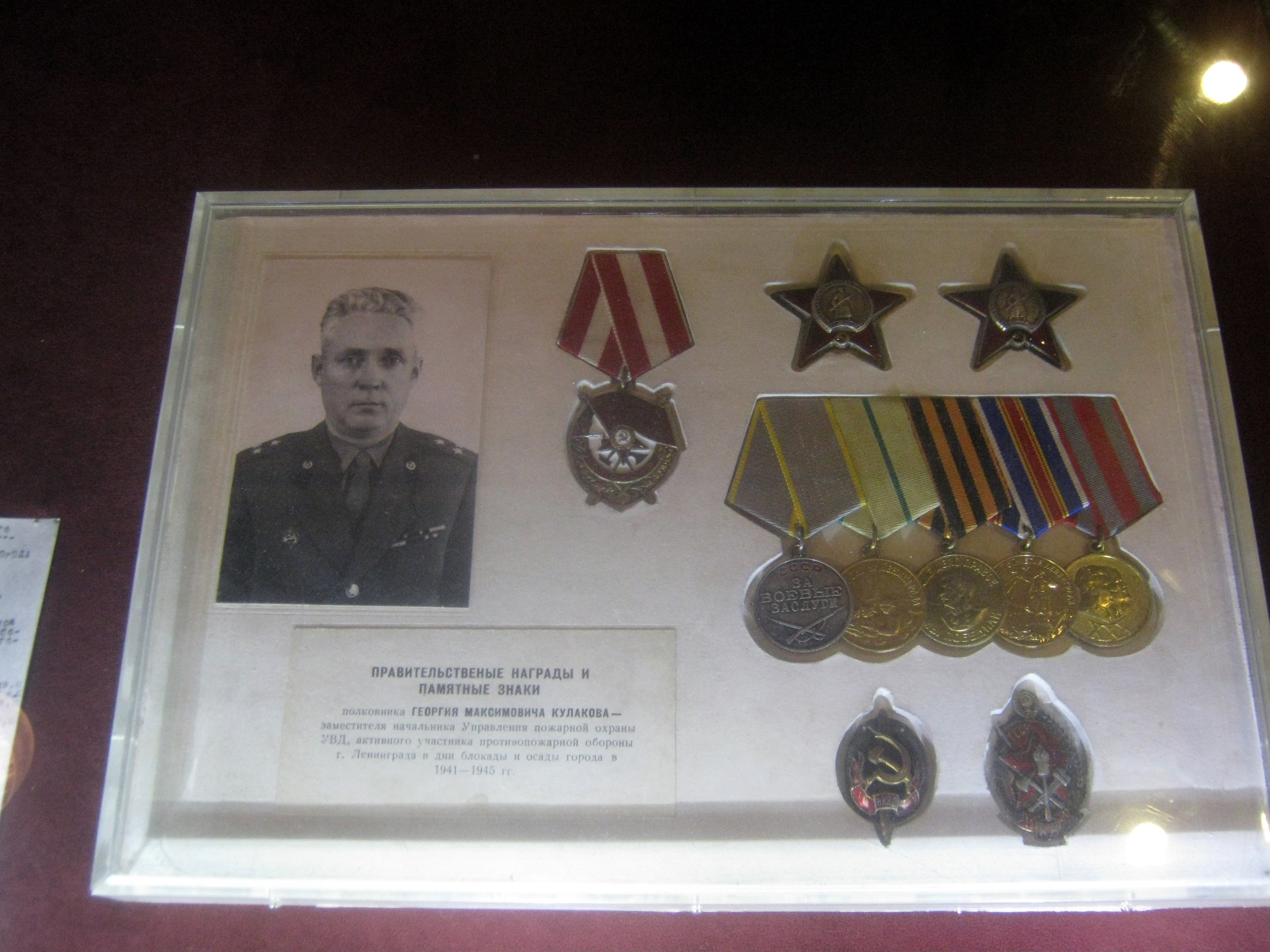
Фотография и награды Кулакова в Музее обороны и блокады Ленинграда

Георгий Максимович Кулаков (1908, Петербург — 1965, Ленинград) — полковник (в годы войны звание — воентехник 1-го ранга, затем капитан), заместитель начальника Управления пожарной охраны УНКВД по Ленинграду, начальник Петроградского управления пожарной охраны, активный участник борьбы с пожарами во время Блокады Ленинграда.

## Биография
Сын Максима Васильевича Кулакова, одного из старейших пожарных работников ВПК завода «Красный Треугольник». М. В. Кулаков погиб от дистрофии во время блокады.
Служил в Красной армии с 1931 года В юности играл в хоккейной команде «Динамо». Руководитель лыжной секции гарнизона и областного совета общества «Динамо», первый рекордсмен Ленинграда по пожарно-прикладному спорту.

«Кулакова очень все уважали и любили за доброту, отзывчивость, за мужество и высокое мастерство на пожарах. Одним из первых в гарнизоне пожарной охраны он был удостоен правительственной награды — ордена Красной Звезды за проявленное мастерство и отвагу при ликвидации первых пожаров от налетов врага»
 Кулаков руководил тушением Ленинградского торгового порта 12 сентября 1941 года. В наградном листе от 14 января 1942 г. отмечено: «Под руководством тов. Кулакова умело, быстро и тактически грамотно потушено свыше 10 крупных пожаров. В руководстве тушения пожаров тов. Кулаков проявляет высокую самоотверженность, своим личным примером вовлекает бойцов и командиров в наиболее опасные и решающие очаги пожаров. В результате умелого и энергичного руководства по тушению пожаров спасено на десятки миллионов рублей материальных ценностей».
П. В. и Л. Г. Артамоновы в воспоминаниях «70 свидетельств» писали о Кулакове:

Вернусь к нашей жизни в Петроградском РУПО. Пожары были тяжелые и жестокие. И вот в один из таких пожаров очень тяжело придавило грудную клетку начальнику отряда Георгию Максимовичу Кулакову, и он несколько дней лежал у себя в кабинете. Мы за ним все ухаживали. И к нему приходили родители. Папа М. В. Кулаков с супругой. Приезжал и Борис Иванович Кончаев, молодой, стремительный, красивый, которого также все горячо любили и знали как бесстрашного командира, не пропускающего ни одного пожара. Он всюду появлялся внезапно, внося с собой особый задор и рвение к работе. Мы все очень гордились этой прекрасной дружбой нашего Г. М. Кулакова и Б. И. Кончаева.
Когда чуть-чуть стало легче, Г. М. Кулаков снова на ногах, снова выезды на пожары, снова работа в районе. Такой он всегда был быстрый, подвижный шустрик. О себе думал меньше всего.
Часто писал письма дочурке, супруге. Напишет и придет за клеем, наклеит на уголок картиночку. Мы с умилением и нежностью смотрели на этого необыкновенного человека с нежным прекрасным сердцем мужа, отца, командира.

Кавалер двух орденов Красной Звезды, ордена Красного Знамени, награждён медалями.
Г. М. Кулакову посвящён отдельный стенд в Музее обороны и блокады Ленинграда.
Похоронен на Серафимовском кладбище в Ленинграде.
Жена — Александра Георгиевна, урожд. Николаева (1912—1989), дочь — Наталья Георгиевна, по мужу Тиунова (1937—2012).